# Terhes Sándor
Terhes Sándor (1961. október 25. –) Jászai Mari-díjas magyar színművész.

## Életpályája
1961-ben született. A kőbányai I. László Gimnáziumban tanult, 1980-ban érettségizett. 1980-ban kezdett játszani a Tanulmány Színházban, majd az ebből létrejövő Arvisura Színházi Társaság alapító tagja volt, egészen 2002-ig. 2002-2008 között a Krétakör Színház tagja volt. 2023-tól az Örkény István Színház tagja.

## Fontosabb színházi szerepei
- Bertolt Brecht Galilei élete (szereplő) - 2024
- Csehov (Szereplő) – 2016/2017
- Dékány Barnabás: Úton (Szereplő) – 2016/2017
- Yasmina Reza: Egy Élet Háromszor (Szereplő) – 2015/2016
- Boross Martin – Téri Gáspár: Etikett Avagy A Tökéletes Ember (Narrátor, Narrátor) – 2015/2016
- Kuroszava Akira – Mikó Csaba – Gáspár Ildikó: Mese Az Igazságtételről Avagy A Hét Szamuráj (Szereplő) – 2015/2016
- Milena Markovic: Babahajó (Tudor, Vadász) – 2015/2016
- Henrik Ibsen: Gyermek (Krogstad, Jogtanácsos) – 2014/2015
- Euripidész: Iphigenia A-Tól T-Ig (Agamemnón) – 2014/2015
- Schilling Árpád – Zabezsinszkij Éva: Lúzer, A Remény Színháza (Szereplő) – 2014/2015
- Schilling Árpád: A Párt (Szereplő, Szereplő) – 2013/2014
- Válasszunk Párt! (Szereplő, Szereplő) – 2013/2014
- Gulyás Márton: Korrupció (Szereplő) – 2013/2014
- John Osborne: Dühöngő (Redfern Ezredes) – 2012/2013
- Szerelem (Patkányos Néni) – 2012/2013
- Tankred Dorst: Merlin, Avagy Isten, Haza, Család (Szereplő, Szereplő, Szereplő) – 2012/2013
- Wajdi Mouawad: Futótűz (Szereplő) – 2011/2012
- Pintér Béla: Kaisers Tv, Ungarn (Marián Kornél, Marián Kornél) – 2011/2012
- Botho Strauss: Meggyalázás (Titus Andronicus, Tábornok) – 2010/2011
- Szeret...Lek (Szereplő, Szereplő, Szereplő) – 2010/2011
- Vlagyimir Presznyakov – Oleg Presznyakov: Cserenadrág (Rendező, Apa, Apa, Rendező) – 2010/2011
- Korijolánus (Szereplő) – 2010/2011
- Vinnai András: Roló (Dr. Pumánszky Miklós, Dr. Pumánszky Miklós) – 2009/2010
- Aki Kaurismäki: Bohémélet (Orvos, Gassot, Francis, M. Bernard, Blancheron, Benzinkutas, Rendőrtiszt) – 2009/2010
- Vinnai András: Kockavető (Szereplő) – 2009/2010
- Tennessee Williams: Orfeusz Alászáll (David Cutrere) – 2009/2010
- Kurázsi Papa (Közreműködő) – 2007/2008
- Pestiesti (Szereplő) – 2007/2008
- Katona József: Bánk-Bán (Petur Bán, Bihari Főispán) – 2006/2007
- Charlotte Brontë: Jane Eyre (Edward Rochester) – 2006/2007
- Vlagyimir Szorokin: A Jég (Szereplő) – 2006/2007
- Roland Schimmelpfennig: Előtte-Utána (Szereplő) – 2005/2006
- Ödön Von Horváth: Kasimir És Karoline (Speer ) – 2004/2005
- Térey János: A Nibelung-Lakópark (Előadók) – 2004/2005
- Feketeország (Játszók) – 2004/2005
- Anton Pavlovics Csehov: Siráj (Jevgenyij Szergejevics Dorin) – 2003/2004
- Roland Schimmelpfennig: Push Up 1-3 (Hans) – 2002/2003
- Marius Von Mayenburg: A Hideg Gyermek (Apu) – 2002/2003
- Hazámhazám (Szereplők) – 2001/2002
- Georg Büchner: Leonce És Léna (Péter, Popo Birodalmának Királya) – 2001/2002
- W- Munkáscirkusz (Kapitány, Kapitány) – 2001/2002
- Arthur Miller: Megszállottak (Szereplők) – 2000/2001
- Molnár Ferenc: Liliom (Kapitány, Kapitány) – 2000/2001
- Tasnádi István: Nexxt – Frau Plastic Chicken Show (Egodoki, Egodoki) – 2000/2001
- Lőrinczy Attila – William Shakespeare: Szerelem, Vagy Amit Akartok (Szereplő) – 1998/1999
- Lőrinczy Attila: Szerelem (Szereplő) – 1998/1999
- Tasnádi István: Közellenség (János Frigyes Fejedelem, Várnagy) – 1998/1999
- Schilling Árpád: Kicsi (Szereplő) 1997/1998

## Filmes és televíziós szerepei
- Gengszterfilm (1999)
- A nyomozó (2008)
- Veszettek (2015)
- Aranyélet (2016)
- 1945 (2017)
- Jupiter holdja (2017)
- Out (2017)
- Napszállta (2018)
- Cseppben az élet (2019)
- Pilátus (2020)
- Pepe (2022)
- Ki vagy te (2023)
- BigBakShow (2025)

## Díjai és kitüntetései
- Jászai Mari-díj (2004)